# Exochus daisetsuzanus
Exochus daisetsuzanus är en stekelart som beskrevs av Kusigemati 1987. Exochus daisetsuzanus ingår i släktet Exochus och familjen brokparasitsteklar. Inga underarter finns listade i Catalogue of Life.